# Марінелла
Марінелла (грец. Μαρινέλλα, нар.19 травня 1938 року, Салоніки) — грецька співачка, чия кар'єра охопила кілька десятиліть. Вона співає професійно з 1956 року. Першою представила Грецію на Пісенному конкурсі Євробачення 1974 року. Нині Марінеллу характеризують як «гранд-дама» грецької музики.

## Біографія

### Ранні роки
Марінелла народилася в місті Салоніки на півночі Греції. Її батьки були грецькими біженцями з Константинополя. Маринелла була четвертою і наймолодшою дитиною у сім'ї. В родині всі співали, її батько намагався навчити дітей танцювати вальс і танго.
З чотирьох років Марінелла співала на радіо в дитячій програмі, а потім заробляла перші кишенькові гроші дрібною рекламою магазинів в Салоніках. Вона брала участь в багатьох спектаклях театру для дітей, але пізніше все кинула, щоб закінчити школу.
В сімнадцять років поступила до трупи театру Мері Лоран. Одного разу співачка трупи захворіла і Марінеллу попросили її замінити. Незабаром Марінелла стала солісткою трупи. Пізніше вона вступила у військовий театр, тому що заробітна плата там була більше. У той же час вона почала свою кар'єру співачки в «Πανόραμα» в Салоніки, де Толіс Хармас придумав їй псевдонім Марінелла, натхненний однойменною піснею.

## Професійна кар'єра
Вона записала свою першу пісню «Νίτσα, Ελενίτσα» в 1957 році. Її рання кар'єра була відзначена співпрацію зі співаком Стеліосом Казандзидісом. Разом їм вдалося стати найкращим дуетом Греції, неперевершеним донині. Вони виступали у нічному клубі «Люксембург» в Салоніках, де вони досягли першого успіху, в Афінах, гастролювали разом в Німеччині та Сполучених Штатах.
Вони співали пісні найкращих композиторів того часу, таких як: Мікіс Теодоракіс, Манос Хадзідакіс, Васіліс Цицаніс, Йоргос Замбетас, Апостолос Калдарас, Тодорос Дервеніотіс, Христос Леонтіс. Виступали з відомими виконавцями того часу — Григорісом Біфікоцісом, Сотирія Беллу.
В 1974 році Марінелла був першим представником Греції на конкурсі Євробачення. Вона посіла одинадцяте місто з піснею «Κρασί, θάλασσα και το αγόρι μου». Вона також виступала в декількох грецьких мюзиклах, як співачка і актриса. Її популярність зростала. Наприкінці 1960-х, 1970-х і 1980-х років вона записала ряд успішних альбомів і концертів. Марінелла розробила новий стандарт для шоу в грецьких клубах, представляючи костюми, танці і спеціальні світлові ефекти. Багато хто з популярних грецьких співаків сьогодення використовують досвід Марінелли з проведеня шоу 80-х років двадцятого століття.
24 липня 1984 року вийшов альбом «Μεγάλες στιγμές», його склали інтерпетації Марінелли пісень визначних майстрів, таких як Дімос Муціс, Манос Лоїзос, Діонісіс Саввопулос, Манос Хадзідакіс, Янніс Спанос. Того самого року вона також взяла участь у постановці «Νεράιδα» Маргарити Зорбала.
У 1998 році Марінелла виступає в залі Мегаро Мусікі в Афінах, виконуючи свої хіти з великим успіхом. Її концерт на малому олімпійському стадіоні в Афінах в 1999 році пройшов з великим успіхом, на концерті були присутні понад 25.000 чоловік.
У 2003 році вона співпрацювала з Йоргосом Даларасом. Вони давали концерти в Афінах і Салоніках, а також за кордоном. Тур під назвою «Mazi» (укр. Разом) мав величезний успіх. Компакт-диск з цих вистав досяг платинового статусу.
У 2004 році вона випустила альбом «Ήταν άμμο» з новими піснями Нікоса Антипаса і Ліни Ніколакопулу. У тому ж році вона виступила на церемонії закриття літніх Олімпійських іграх 2004, разом з Дімітрою Галані, Харіс Алексіу, Яннісом Паріосом і Йоргосом Даларасом.
У 2005 році Марінелла випустила новий альбом під назвою «Τίποτα δεν γίνεται τυχαία» (Немає нічого випадкового), пісні до якого написав відомий грецький композитор і поет Йоргос Теофанус. До альбому були включені дуети з відомими грецькими співаками, такими як Антоніс Ремос, Глікерія, Костас Македонас. Альбом досяг золотого статусу.

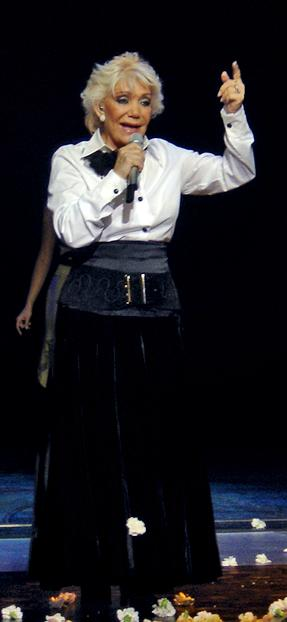
Марінелла під час виступу, 2006 рік

У 2006 році вийшли два нових альбоми Марінелли, перший під назвою «Στη σκηνή» (на сцені) і містить старі концертні записи, а другий під назвою «Τα λόγια είναι περιττά — 50 χρόνια τραγούδι» (8 CDs Boxset), до якого увійшли хіти Марінелли з самого початку її кар'єри до її співпраці з Костасом Хадзісом.
Взимку 2006 року, після 10 років перерви, Марінелла повертається до виступів у нічних клубах Афін, щовечора вона виступає разом з Антонісом Ремосом. З успіхом продовжують виступи в Салоніках в 2007 році. Величезний успіх у публіки змушує Марінеллу і Ремоса знову працювати разом і в 2008 році в клубі Афін Арена з новою програмою «Tango Malambo». Програма, як і раніше викликає захоплені відгуки, а випущений подвійний альбом концертних записів Марінелли і Антоніса Ремоса незабаром стає золотим. Взимку 2008–2009 року Марінелла виступає із Яннісом Паріосом в Diogenis Studio в Афінах.
11 листопада 2011 року Марінелла, Наташа Теодоріду і Панайотіс Петракіс почали спільні виступи зимового сезону в клубі «Βοτανικός» в Афінах. 15 лютого 2012 року відбувся концерт «Спогади» в Іракліоне на Криті за участю Марінелли і Наташи Теодоріду.
7 і 8 лютого 2012 року Марінелла виступає на Кіпрі в Никосії разом із Костасом Карафотісом.
У 2012 році Марінелла повернулася до співпраці з кіпрським композитором Йоргасом Теофанусом, записує нові пісні у студії з Теофанусом. 1 квітня 2012 року (річниця EOKA 1955—1959) на всіх радіостанціях Греції і Кіпру звучала пісня Теофануса «Ξύπνα Γληόρη» в інтерпетації Марінелли, 8 травня 2012 Марінелла виступала на одній сцені з Йоргосом Теофанусом в Нікосії.
В червні 2012 року — спільний тур Марінелли і Наташи Теодоріду в Австралію: 8 червня — Канберра, 9 червня — Мельбурн, 10 червня — Сідней.

## Благодійна діяльність
Влітку 2006 року Марінелла організовує два благодійних концерти в театрі Ірода Аттика, а саме для Асоціації Друзів дітей з онкологічними захворюваннями «Elpida».
Восени 2009 року, Марінелла за власною ініціативою бере участь у двох благодійних концертах — дань пам'яті Стеліосу Казандзидісу, 18 вересня на стадіоні в Афінах і 23 вересня на стадіоні в Салоніках. Кошти від концертів були призначені для будівництва гуртожитку для дітей-сиріт і безпорадних дітей з особливими потребами. В концертах брали участь Йоргос Даларас, Харіс Алексіу, Дімітріс Мітропанос, Глікерія і Пасхаліс Терзіс.
9 червня 2012 року в Мельбурні, під час виступів в Австралії, Марінелла і Наташа Теодоріду будуть співати не тільки для задоволення публіки, а також для благодійних цілей, 10 доларів з кожного квитка піде до фонду «Agapi Care» для догляду за дітьми з особливими потребами.

## Приватне життя
7 травня 1964 року Марінелла вийшла заміж за Стеліоса Казандзидіса. Вони розлучилися у вересні 1966 року. Марінелла в 1974 році вдруге вийшла заміж за співака Толіса Воскопулоса. Цей шлюб також закінчився розлученням в 1981 році. У Марінелли є дочка — Джорджина (Τζωρτζίνα Σερπιέρη).

## Нагороди
- Arion 2007 — Почесний приз за загальний внесок в грецьку музику[11].

## Дискографія
Від початку своєї кар'єри Марінелла випустила 66 альбомів. Серед альбомів останніх років:
- 1998: I Marinella Tragouda Kai Thimatai
- 1999: Me Varka To Tragoudi
- 2004: Ammos Itane
- 2005: Tipota Den Ginete Tihea